# القوز (السوم)

تعديل مصدري - تعديل

القوز هي إحدى قرى عزلة السوم بمديرية السوم التابعة لمحافظة حضرموت، بلغ تعداد سكانها 333 نسمة حسب تعداد اليمن لعام 2004.